# 네트워크 파일 시스템
네트워크 파일 시스템(Network File System, NFS)은 1984년에 썬 마이크로시스템즈가 개발한 프로토콜이다. 클라이언트 컴퓨터의 사용자가 네트워크 상의 파일을 직접 연결된 스토리지에 접근하는 방식과 비슷한 방식으로 접근하도록 도와 준다. 다른 수많은 프로토콜과 마찬가지로 ONC RPC 시스템을 기반으로 한다. 네트워크 파일 시스템은 RFC에 정의된 오픈 표준이므로 누구나 구현할 수 있다.

## 버전 및 변종
- NFSv1 (원래 버전)
- NFSv2
- NFSv3
- NFSv4
- 다른 확장: 웹NFS

## 플랫폼
NFS는 솔라리스, AIX, HP-UX와 같은 유닉스 운영 체제와 FreeBSD, 리눅스 등의 유닉스 계열 운영 체제에서 주로 사용하지만, 맥 OS, OpenVMS, 마이크로소프트 윈도우, 노벨 넷웨어, IBM AS/400와 같은 운영 체제도 기능을 제공한다. 다른 원격 파일 접근 프로토콜로는 서버 메시지 블록(CIFS로도 알려져 있는 SMB), 애플 파일링 프로토콜(AFP), 넷웨어 코어 프로토콜(NCP), OS/400 파일 서버 파일 시스템 (QFileSvr.400)이 있다. 마이크로소프트 윈도우를 실행 중인 시스템에서는 NFS보다는 SMB와 넷웨어 코어 프로토콜(NCP)를 더 많이 사용하며, 매킨토시 시스템에서는 AFP가, IBM AS/400에서는 QFileSvr.400이 더 흔히 쓰인다.

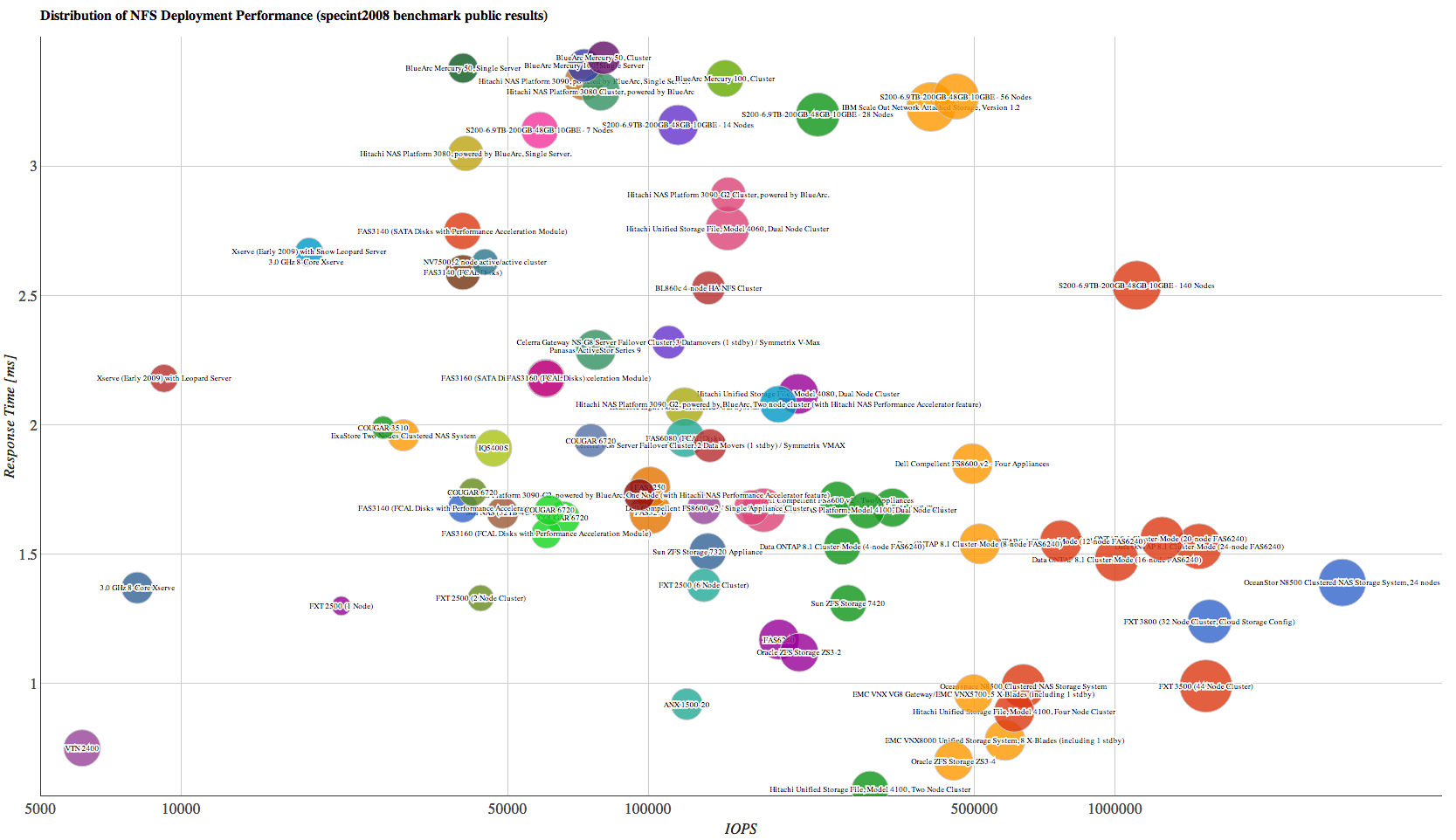
NFS specint2008 성능 비교 (2013년 11월 22일)

## 제한
NFS는 원격 파일 시스템을 로컬 파일 시스템처럼 보이게 하려고 하지만 지나친 단순화에 의지하는 것은 위험하다. 로컬 파일 시스템을 이용하는 것처럼 NFS를 이용할 경우 올바르지 않은 상황과 마주칠 수 있다.

## 같이 보기
- 공유 자원
- 커베로스
- 네트워크 정보 서비스
- 삼바
- 서버 메시지 블록